# Dave Okumu

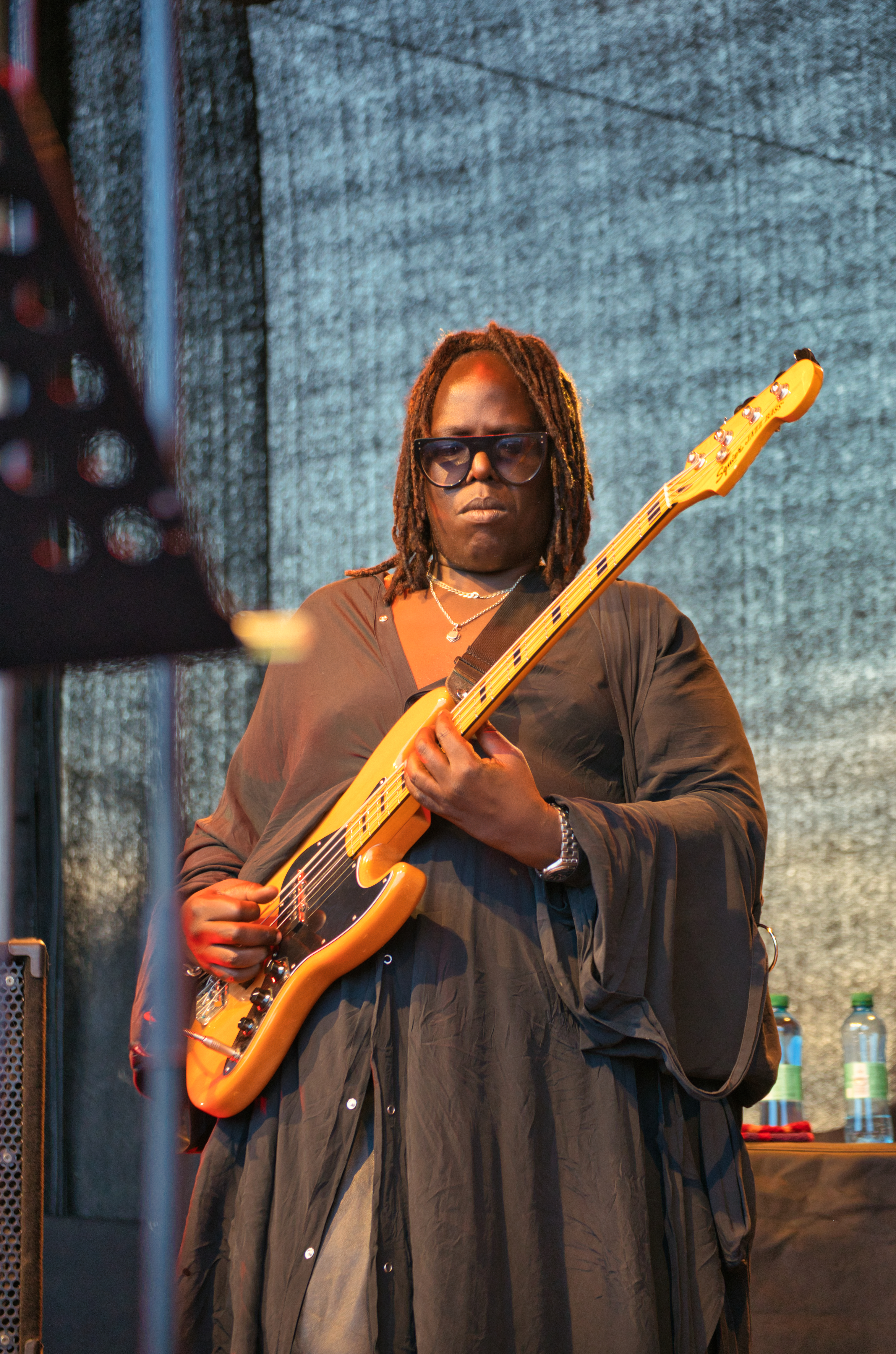
Dave Okumu auf dem INNtöne Jazzfestival 2025

Dave Jairus Ochieng Okumu (* 12. Oktober 1976 in Wien) ist ein kenianischer Fusionmusiker (Gitarre, Bass, Gesang, Songwriting).

## Leben und Wirken
Okumu wuchs als Sohn des Friedensaktivisten Washington Aggrey Jalang’o Okumu im Exil in Wien und in London auf. Mit zehn Jahren begann er in London mit dem Musizieren; zunächst lernte er Trompete, bevor er zur Gitarre wechselte. Nach dem Studium  engagierte er sich im Projekt Tomorrow’s Warriors. Auch stellte er eine seiner Kompositionen auf dem London Jazz Festival vor. Mit zwei langjährigen Freunden, dem Bassisten Tom Herbert und dem Schlagzeuger Tom Skinner, wirkte er in mehreren Gruppen, darunter der Funk/Fusion-Band Jade Fox. Okumu spielte Gitarre auf Daniel Bedingfields Debütalbum Gotta Get Thru This (2002) und wirkte außerdem als Co-Autor, Sänger oder auf Platten von Terri Walker, Matthew Herbert, Les Nubians, Us3 und zahlreichen anderen mit. Als Sessiongitarrist war er für Tony Allen, Amy Winehouse oder Grace Jones tätig. Okumu gründete The Invisible im Jahr 2006 zunächst als Soloprojekt, bevor er daraus mit dem Schlagzeuger Leo Taylor und Tom Herbert am Bass und an den Keyboards eine funktionierende Band entwickelte. Mit einer Mischung aus Neo-Soul, Indie-Rock und Alternative Dance veröffentlichte die Band 2009 ihr erstes, gleichnamiges Album auf dem Label Accidental und erhielt eine Nominierung für den Mercury Prize. Die nachfolgenden Alben Rispah (2012) und Patience (2016) veröffentlichte die Band bei Ninja Tune.
Neben seiner Tätigkeit bei The Invisible setzte Okumu seine Zusammenarbeit mit Künstlern wie Robert Miles, VV Brown und Toddla T fort. Okumu war Co-Autor und Co-Produzent von Jessie Wares Debütalbum Devotion (2012, das ebenfalls eine Nominierung für den Mercury Prize erhielt). Okumu arbeitete an nachfolgenden Alben von Ware sowie an Adeles 25, Lianne La Havas’ Blood, Nilüfer Yanyas Miss Universe und anderen Veröffentlichungen. Okumu spielte Bass auf Sky Blue Room (2018), einer Zusammenarbeit mit dem Sänger/Keyboarder Gwilym Gold und dem Schlagzeuger Dan See. Das Album Undone: Live at the Crypt, eine Jazz-Session mit Tom Herbert und Tom Skinner, wurde Ende 2019 veröffentlicht. Sein Album Knopperz, eine Beat-getriebene Instrumentalinterpretation des 2017 erschienenen Albums Sen Am von Duval Timothy, erschien 2021 bei Transgressive Records und ist das erste Album, das Okumu unter eigenem Namen veröffentlichte. The Solution Is Restless, eine Zusammenarbeit mit Joan as Police Woman und Tony Allen, erschien im selben Jahr auf PIAS. Sein Album I Came from Love, das auf den Schriften von James Baldwin und Aimé Césaire sowie Okumus eigener Familiengeschichte basiert und die Geschichte der Sklaverei und der Black Experience thematisiert, wurde in mehreren Kapiteln digital veröffentlicht, bevor es im April 2023 in voller Länge als Album erschien; daran sind Musiker wie Grace Jones, Tom Skinner, Wesley Joseph und Eska Mtungwazi beteiligt.  Okumu wirkte außerdem auf dem 2023 erschienenen Album London Brew mit, einem Fusion-Projekt mit Jazzmusikern wie Nubya Garcia, Shabaka Hutchings und Theon Cross, das mit dem Preis der deutschen Schallplattenkritik ausgezeichnet wurde.